# 5451 Платон
5451 Платон (5451 Plato) — астероїд головного поясу, відкритий 24 вересня 1960 року.
Тіссеранів параметр щодо Юпітера — 3,435.